# Dasychira postfusca
Dasychira postfusca är en fjärilsart som beskrevs av George Francis Hampson 1905. Dasychira postfusca ingår i släktet Dasychira och familjen tofsspinnare. Inga underarter finns listade i Catalogue of Life.